# 結婚できない男
『結婚できない男』（けっこんできないおとこ）は、関西テレビ放送（KTV・カンテレ）の企画、同局とメディアミックス・ジャパン（MMJ）の共同制作により、フジテレビ系列の火曜夜10時枠にて2006年7月4日から9月19日まで放送されたテレビドラマ。全12回。主演は阿部寛、脚本は尾崎将也。
偏屈で独善的、皮肉屋だがどこか憎めない主人公が1人の女性との出会いを契機に恋愛、そして結婚を模索するまでの日常をコミカルに描く。
本作（以下『第1シリーズ』）の13年後を舞台とする続編『まだ結婚できない男』（まだけっこんできないおとこ）が同じくカンテレとMMJの共同制作により、同系列の火曜夜9時（「火9ドラマ」）枠にて2019年10月8日から12月10日まで放送された。本項では、その続編『まだ結婚できない男』（以下『第2シリーズ』）についてもあわせて記述する。また、この第2シリーズでは、レギュラー放送のカンテレ制作連続ドラマでは初となる視覚障害者・弱視者に対応するためのステレオ2方式解説放送を導入・実施した。全10回。
キャッチコピーは「ほっといてください。」（第1シリーズ）、「よけいなお世話です。」（第2シリーズ）。
また第1シリーズのリメイク版が2009年6月から韓国放送公社（KBS）で放送された。本項はこちらについても記載する。
何度となく行われた第1シリーズの再放送は高知東生の登場シーンがカットされた再編集版『結婚できない男 スペシャルエディション』（以下「スペシャルエディション」）での放送が多かった（原因は後述）が、2021年4月9日からテレビ埼玉で放送されたものは高知のシーンがカットされていないオリジナル版で行われた。

## ストーリー

### 第1シリーズ
建築家・桑野信介は、仕事の評価は高く、ルックスも悪くない。しかし、皮肉屋で偏屈な性格から、女性や結婚に対して嫌悪感を示し、40代が近づいても独身の「結婚できない男」であった。高級マンションに1人暮らし、1人きりで食事をして買い物をするという、気ままな独身生活を楽しんではいるが、どこか空しさも感じ始めていた。
ある日、激しい腹痛を起こした桑野は、隣に住むOL・みちるに助けられ、義弟の中川良雄が副院長を務める病院に搬送される。桑野は大腸の検査を嫌い、腹痛が治まると女医の早坂夏美が止めるのも聞かず帰宅してしまう。その数日後、40歳の誕生日に痛みが再発し、またも病院に搬送された桑野は、夏美にパンツを剥ぎ取られ直腸の検査を受ける。ベッドの上で悶える桑野に、夏美は「誕生日おめでとうございます」と声をかける。（第1話）
自分に素直になれず、仕事が忙しい夏美も、独身で恋人もいない。互いに辛らつな言葉を交わしあうようになる2人であったが、次第に気になる存在になっていく。夏美とみちるは何度か顔を合わせるうちに仲良くなる。（第2話以降）
みちるが盲腸炎で入院することになり、ペットのパグ犬・ケンを夏美が一時預かることになる。桑野は犬を毛嫌いしていたが、ケンが行方不明になったのを知ると、必死で探し回るという意外な一面を見せる。（第8話）
みちるがストーカーにつきまとわれて困っていたとき、桑野はボディーガードを引き受ける。ストーカーを撃退した桑野を、みちるは好きになってしまうが、そのことを聞いた夏美はとまどう。（第11話）
桑野の住宅作品がTVで紹介されることになり、収録に着てゆく服について、夏美にアドバイスを求める。放送後、桑野と夏美はみちるの部屋を訪れる。2人がTVの話題からいつもの皮肉の応酬になると、TV出演の話を聞いていなかったみちるは「まるで痴話喧嘩」と怒り出し、2人を追い出す。みちるに指摘されて、夏美も桑野に対する気持ちに気付かされる。夏美から理想の住宅の設計を依頼された桑野は、どういう設計にするか悩んだあげく、夏美の診察室を訪ねる。そして「好きなんじゃないかな」と告白を始める。（第12話）

### 第2シリーズ
建築家の桑野信介は、前作で良い関係になりつつあった早坂夏美とは破局し、53歳になっても「まだ結婚できない男」だった。
そんな中、正体不明の「やっくんのブログ」で自身のことを酷評され続けたことから、そのブログを止めさせるために、弁護士で独身を続けている吉山まどかに法律相談することになる。

## 登場人物
（人名・肩書等）→（人名・肩書等）は、全て第1シリーズ→第2シリーズの順。

### 主要人物
桑野信介（くわの しんすけ）〈39 - 40〉→〈53〉
演 - 阿部寛
本作の主人公。1966年7月4日生まれで、第1話（本作の初回放送日）で40歳の誕生日を迎える。独身で、分譲賃貸の高級マンション「パークレジデンス」（東京都目黒区南目黒1-24-2）の502号室で1人暮らしをしている。1989年東京中央工科大学を卒業した有能な建築家で、1990年IDA建築事務所入所、1998年退所後、独立して事務所「桑野建築設計事務所」（3階）→「桑野・村上建築設計事務所」（南青山ビルヂィング3階）を構えている。「暮らしやすさ」を重視した家創りをモットーとしている。めったに妥協しない性格のため、顧客や知人とトラブルを起こすことも少なくないが、その実小心者で、自分より押しが強い人物が相手だと負けてしまう。また、「どうしても」と頼まれると断れない性格で、第5話では、これが元で不眠不休の激務を行い、過労による一過性不整脈で倒れて入院したこともある。時に優しい一面を見せる。少年時代は、親の言うことをよく聞く素直な子だったという。
ルックスは良く、高学歴、高収入、高身長のいわゆる“三高”を満たしているが、実は理論武装の偏屈男であり、協調性や社交性に乏しい。自分は「結婚できないのではなく結婚しない」のだと主張し、結婚は「妻と子供と住宅ローンの三大不良債務を背負わされる」「百害あって一利なし」という持論を自他に言い聞かせている。女性に興味がないわけではなく、若い女性とのデートで有頂天になったこともある。
面倒だとして他人との行動は避けて単独で行動することが多く、食事やショッピングも1人で、1人焼肉・しゃぶしゃぶや自宅での1人手巻寿司もいとわないほか、第2シリーズでは購入したスライダー式の大型流しそうめん器で1人流しそうめんを楽しんでいた。週末など、時々妹夫婦の家で食事をすることもある。アダルトビデオを借りたくても、人目が気になってレンタル出来ない。普段、テレビをまったく見ない。
料理・家事等は自ら完璧にこなす。キッチンを中心としたデザイン設計がポリシーであり、キッチンが汚れているのが我慢ならない。物の置き方には細かくこだわっている。「空気がよどむ」「人間関係から解放されたい」という理由で、自分の家に他人を入れようとしない。花柄はこの世で嫌いなものトップ5に入るという。仕事柄、細かい作業が得意。
趣味は、オーディオでのクラシック音楽鑑賞（周囲への迷惑を顧みない大音量で時に指揮の身振りをする、隣人のみちるが「ケン」という男といちゃついていると勘違いした時などは当て付けにショスタコーヴィチの交響曲第5番のフィナーレをかける）、レンタルDVD鑑賞、船舶などの模型作り、人生ゲーム（1人プレイ）など。人生ゲームは初代の復刻版を買うほどのマニアだが、「必ず結婚しないといけないのがこのゲームの欠点だな」とぼやいている。
『男はつらいよ』のファンで、48作全部観ている（本人談）。葛飾柴又への観光ツアーに参加したときは、自分より詳しくないことに業を煮やしてガイドよりも詳しく語り、ガイドを泣かせた。タイタニックのプラモデルを仕上げた後で、スクリューの部品が1個足りないのに気付き、もう1つ同じプラモデルを買うほどの完璧主義である。事務所では金田（後述）のホームページのチェックを日課にしており、毎回「お、金田更新してる」と妙に興奮した様子を見せる。第2シリーズでは自宅や事務所では自身を中傷するブログ「やっくんのブログ」のチェックを日課にしており、毎回「更新してやがる」「順位が上がってる」と憤る様子を見せる。
第2シリーズ公式サイト上の人物相関図では、桑野だけは「阿部寛のホームページ」を模したデザインにされている。
村上英治（むらかみ えいじ）
演 - 塚本高史
建築士。桑野のアシスタント→共同経営者。桑野とは2年→15年の付き合い。
給料は年収200万円と少ないが、建築技術など色々なことを学びたいと思っており、どんなに嫌なことでも引き受ける青年（第1シリーズ）。桑野とともに金田の動向に興味を示しホームページのチェックをしている。桑野とは対照的に女性にモテる。
桑野の仕事に対する姿勢、能力などは尊敬しており、バーで行われた「桑野を扱き下ろす会」では桑野に対する愚痴をこぼしながらも、最終的には「仕事はできる、たまには思いやりがある、時々かわいかったりする」などと褒めていた。また桑野が嫌がりながらもデザインした花柄の設計図を英治のミスでネット上に流出させてしまい、桑野の気持ちを汲み取りネット上に掲載した相手の所へ殴り込みに行き負傷した際に「桑野さんの味方です」と吐露した。第2シリーズ第1話で桑野がひとりしゃぶしゃぶする現場を目撃してしまった。
第1シリーズでは沙織の恋人であったが、第2シリーズでは桜子の恋人であり、第8話で結婚した。
中川良雄（なかがわ よしお）
演 - 尾美としのり
夏美が勤務する中川総合病院の副院長→院長であり、圭子の夫。桑野の旧友であり良き理解者。恐妻家であり、「キャバクラ嬢へのプレゼントは浮気とは違う」と言い訳がましく主張してはいるが小心者で浮気ができないタイプ。圭子とは結婚して8年目→21年目。
中川圭子（なかがわ けいこ）
演 - 三浦理恵子
桑野の妹で、良雄の妻。気が強い上に口が悪く、娘・ゆみと共に夫・良雄を尻に敷いている。
兄・信介曰く「昔から人の部屋をいじる習性がある」。その言葉の通り、隙を見ては良雄の携帯をチェックして密会現場に乗り込んだり、良雄が信介から借りた金を「没収」と言いながらネコババしようとしたりする等、妙なところで抜け目が無い。
毎年中川家で母・育代の誕生日会を行っており、圭子がプレゼントを渡している（第2シリーズ第4話）。母・育代とは些細なことで喧嘩したが、仲直りした（同左）。
中川ゆみ（なかがわ ゆみ）
演 - 平岡映美→平祐奈
良雄と圭子の娘。桑野の姪。第1シリーズの時点で小学生。伯父・桑野を「おじちゃん」と呼んでいる。桑野と父・良雄のやり取りをのぞいて母・圭子に大声で告げ口したり、食事に来ている桑野に対して「おじちゃん、何でいるの?」と笑顔で嫌味を言うなど、かなりませた性格。犬が好きであるようだがアレルギー持ちであるため、ぬいぐるみで我慢するように言われている。
第2シリーズでは大学生。ハキハキしていた第1シリーズとは打って変わり態度も冷たく愛想がない一方で桑野には心を開いており、彼の数少ない理解者となっている。桑野への呼び名は「おじさん」に変化した。アメリカで経済の勉強を希望しており、第8話で留学資金を稼ぐためにメイドカフェでアルバイトをしていた。
桑野育代（くわの いくよ）
演 - 草笛光子（特別出演）
桑野と圭子の母親。11月13日生まれ（第2シリーズ第4話）。一緒に食事をするため、よく中川家を訪れる。毎年中川家で育代の誕生日会を行っている（第2シリーズ第4話）。
息子・信介の結婚を心配しており、中川総合病院にわざと扇子を忘れて信介と夏美をくっつけようとしたり、摩耶の情報をみちる達から聞き出したりしている。
亡夫の法事の際、親戚から嫌味を言われ放題だった信介に「早くこの八つ墓村（信介は法事の集まりをこう表現した）から出たい」と愚痴をこぼされたことで「あの子とは位牌になっても一緒にいたくない」と呆れている。

#### 第1シリーズのみ
早坂夏美（はやさか なつみ）
演 - 夏川結衣
中川総合病院に勤務する優秀な内科医。独身。桑野とは、急患としてみちるに伴われて運ばれて来たのがきっかけで知り合う。
休日は読書・買い物・パチンコ・岩盤浴など、1人で出来ることばかりをして時間をつぶしているアラフォー独身女性。桑野とは正反対で社交性があり、人に対する気遣いも充分にできるが、なぜか「結婚できない女」である。
家事は苦手な様子（第5話の本人の発言より）。過去に結婚まで考えた人との別れがあって以来、車に例えると「車庫に入ったまま」で恋愛出来ずにいるらしい。
度々診察に訪れる桑野とは常に丁々発止のやりとりを繰り広げている。
最終話で桑野から告白されたものの、13年の間に桑野とは破局。第2シリーズ第1話では桜子の先輩からの情報より、とある富豪と結婚したと思われる。第9話で桑野が中川総合病院に搬送された際、良雄に「あの女医には知らせるな」と告げた事から、現在も中川総合病院に勤務しているものと思われる。
田村みちる（たむら みちる）
演 - 国仲涼子
「東京トヨペット カーテラス渋谷店」に勤務する、桑野のマンションの隣人（503号室）。犬のKEN（パグ）を飼っている。ポジティブ・シンキングを謳う。
桑野が大音量でクラシック音楽をかけるため苛立ちを隠せなかったが、腹痛に倒れた桑野を助けたことがきっかけとなり、顔見知りの関係になる。最初は毛嫌いしていたが、次は自分が酔いつぶれていたところを桑野に助けられ、段々と気になりだす。また、自分も中川総合病院に搬送されたため、夏美と仲が良くなり、2人でマンガ喫茶通いなどをする。交際相手への理想が高く、男と別れたばかり。一時期、ストーキングされた。
マンションに住めるのは叔父が帰国するまでという約束だったため、叔父が帰国した際に都内の別のマンションに転居した。
吉川沙織（よしかわ さおり）
演 - さくら
建築プロデュース会社「Japan House Produce」社員。英治の恋人で、沢崎の部下。当初は、英治に近づくみちるを警戒していたが、後に友人になる。英治の存在を無視してみちると勝手に話を進めることもしばしば。車1台所有している。
機密情報も簡単に漏らすほどに口が軽く、おしゃべりな性格。達岡邸の書類を桑野の事務所に届ける途中でキャバクラ嬢・長沢由紀（後述）を目撃し、その口の軽さを発揮して、たちまち信介との交際の噂を広めた。
第2シリーズでは登場せず、英治は桜子と交際していることから、13年の間に英治と破局したと思われる。
金田裕之（かねだ ひろゆき）
演 - 高知東生
女たらしの建築家。ホームページを開設して日常をつづるが、仕事は常に「Under Construction（工事中）」。愛車はトヨタ・2000GT。桑野は毎日、金田のサイトを閲覧し、「金田更新してる！」と一方的にライバル視している。
桑野とはバーで顔なじみになる。最終回では桑野のテレビ出演をきっかけに、お互い同業者であることを知り、桑野の仕事に憧れを示し、握手を求めた（ホームページを「女を引っ掛ける口実」と考え、毎度違う女性を連れている金田にいい印象を抱いていなかった桑野だったが、その一件で、「いいやつじゃないか」と考えを改める）。また、桑野と同様に1人焼肉をしていることが発覚。彼もまた「結婚できない男」である。
演者の高知は2016年に覚せい剤・大麻所持の容疑で逮捕されたため、本放送当時は高知の執行猶予中だった第2シリーズでは登場しない。ただし以下の通り名前がしばしば登場しており、現在も桑野と交友を続けている可能性が示唆されている。
- 桑野の事務所に小包を送った（第1話）
- 桑野・村上建築設計事務所の予定表に「10月17日木曜日に金田と会食」したスケジュールが載っていた（第2話）
- 『田舎で暮らしてわかった100のこと』の本を早坂出版から出版した（第3話）
- 11月12日火曜日12:53に桑野のスマートフォンに電話をかけたが不在着信だった（第4話）
- 「やっくんのブログ」の今週のキーワードランキングの1位に「金田裕之 炎上」と表示された（第5話）
- 『農業億万長者になる方法』の本を出版した（第6話）
- 桑野・村上建築設計事務所の予定表に「11月19日火曜日14時に来社」したスケジュールが載っていた（第7話）
- 桑野のスマホの着信履歴の中の1つに金田の着信履歴があった（第7話）
- 桑野のPCメールに送信した（第8話）

第10話では薬丸のブログにより彼とも知り合った可能性が示唆されている（ブログに掲載された画像には金田と思われる人物の後ろ姿が写っていた）。
西村千鶴（にしむら ちづる）
演 - SHEILA
「東京トヨペット カーテラス渋谷店」に勤務する。みちるの親友。みちるに内緒で金田とデートしたり、強引な合コンを企画したりする。いつも彼氏が欲しいと言っている。第6話では、金田がバーに連れて来ていた。
沢崎摩耶（さわざき まや）
演 - 高島礼子
建築プロデュース会社「Japan House Produce」社員。桑野の仕事仲間で、桑野とは8年の付き合い。独身。話し下手な桑野に代わり仕事の概要を説明したり、彼が度々起こす問題の処理に当たっている。
子供の頃、犬に咬まれたというトラウマから犬が苦手。
桑野に好意を寄せていたが、仕事仲間としてしか見られていないと知り、桑野とは仕事の関係だけと決める。
小沢真理（おざわ まり）
演 - 西丸優子
中川総合病院に勤める看護師。笑顔担当。
江森和美（えもり かずみ）
演 - 高松いく
中川総合病院に勤める看護師。
KEN
演 - こつぶ（パグ）
みちるの愛犬。5歳のオス。元恋人の名前から「ケン」と命名した。みちるが急性虫垂炎で入院した時、桑野に面倒を見てもらって以来、彼と心が通い合うようになる。きゅうりが大好物。第8話では、夏美曰く「桑野と眼が似ている」とのこと。

#### 第2シリーズのみ
吉山まどか（よしやま まどか）
演 - 吉田羊
吉山法律事務所（第2井上ビル2階）の弁護士。司法試験は3回目で合格した（第4話）。アラフォーで独身。第4話の本人の発言から母親がいるが、仲が悪い。長野県出身。
桑野とは、彼を中傷するブログの主（やっくん）に関する相談を受けたことをきっかけに知り合う。桑野の母とは自宅の水漏れの原因を作ったリフォーム会社との交渉依頼を受けたことをきっかけに知り合う（第4話）。女子高の頃、新体操部の主将をしていた（第5話）。車はダイハツ・トールを1台所有。
最終話では母親の体調不良を理由に長野にある母親の法律事務所を継ぐ予定でいたが、桑野に止められたことにより墓参りと顔を見せるのみで、その後も自分の法律事務所で弁護士を続けている。桑野に長野へ行くことを止められた直後に嬉しさのあまり涙を流したが、リハーサルとして2度同じ事をしようとしたことに激怒するが、後日桑野に映画に誘われ二人で観に行く。
戸波早紀（となみ さき）
演 - 深川麻衣
桑野のマンションの隣人（503号室）。父が所有しているマンションに住んでいるが、前シリーズに登場した田村みちるとの血縁関係などの関連性は不明。父と弟がいるが、母親の存在は言及されていない。過去に金魚、インコ、亀を飼ったことがあるが、すぐ死んだ。
普段からサングラスとマスクをしていた謎の女性。駆け出しの女優であることが第2話で判明し、自宅では芝居の稽古練習などをしている。同話で犬のタツオ（パグ）を購入し飼っている。元アイドル（第3話の英治の発言及び本人の発言より）だが、ウィキペディアには載っていない（第3話の裕太の発言より）。桑野の事は自身の芝居の事をダメ出しされたことがあり苦手傾向。
桑野の母とは、桑野のマンションのエントランスで知り合う（第4話）。夜の散歩ですれ違うパグのおもちを連れた男性を恐れていたが、自身が落としたラベンダーの香りのうんち袋を走って追いかけるように届けに来たことによりストーカーでないことが判明し仲良くなる。
田中（旧姓・岡野）有希江（たなか（おかの） ゆきえ）
演 - 稲森いずみ
カフェ「BROWN CLOVER」の雇われ店長。第1話では吉山に弁護を依頼して離婚裁判を行い、旦那と離婚した。桑野が離婚裁判の傍聴に出向いたことがきっかけで知り合う。桑野の母とは、まどかの紹介で知り合う（第4話）。桑野と関わっていく中で「いい人」と思うようになる時もあるが、桑野とまどかの関係が良好になることを陰では一番願っており結婚したいという意識はなかった。
森山桜子（もりやま さくらこ）
演 - 咲妃みゆ
住宅プロデュース会社の社員。桑野・村上建築設計事務所には頻繁に仕事の依頼や打合わせに訪れるが、桑野が大の苦手。
英治の恋人であり、第8話で結婚した。
沢村映子（さわむら えいこ）
演 - 阿南敦子
桑野・村上建築設計事務所の経理担当。中立的な立場である。桑野の行動を把握している。
横田詩織（よこた しおり）
演 - 奈緒
桑野・村上建築設計事務所のアシスタント。本屋で偶然、桑野と早紀の熱愛写真が載っている週刊誌を見て、買って職場で噂を広める（第3話）。
丸山裕太（まるやま ゆうた）
演 - 荒井敦史
桑野・村上建築設計事務所のアシスタント。
山下香織（やました かおり）
演 - 小野寺ずる
吉山法律事務所の受付兼アシスタント。
太田留美（おおた るみ）
演 - 美音
カフェ「BROWN CLOVER」のアルバイト店員。第1話では珈琲豆の種類や原産地が分からなかったが、のちに勉強する（第2話）。
タツオ
演 - 田中太郎（パグ）
第2話で早紀がペットショップで購入した、早紀の愛犬。オス。名前はなんとなく命名（第3話）。第3話では、桑野がタツオと呼んでも反応しなかったのでKENと呼んだら反応した。

### その他の人物
大工の棟梁
演 - 不破万作
桑野が設計する家を造る職人。職人気質の現場主義であり、桑野の設計を現場に合わせて度々変更しているが、本人には無断で行っているため発覚する度に桑野と喧嘩している。喧嘩の時は背の高い桑野に上からはげ頭をつかまれ、つるんと滑るのが毎回“お約束”となっており、第1シリーズ第6話ではそれが原因で八木（後述）を負傷させた。自分の造った家を「手抜き」と言われると怒る。レンタルDVDショップ「REC」でアダルトビデオを借りた。
第2シリーズ第1話では「やっくんのブログ」の管理人（やっくん）だと桑野に疑われていたが、彼はやっくんではなかった。
第2シリーズ第7話では帝和コーポレーション専務取締役大島の情報を桑野に教える。意外と学がある。
第2シリーズ最終話では息子を桑野に紹介した。

#### 第1シリーズのその他の人物
バーテンダー
演 - 長岡尚彦
桑野行きつけのバーのバーテンダー。
レンタルDVDショップ店員
演 - 西尾浩行
桑野と夏美がよく行くレンタルDVDショップ「REC」の店員。
矢口
演 - 立花彩野
桑野のよく利用するコンビニ「ココストアみずむらや」の店員。いつも「スプーンいりますか?ポイントカードありますか?」と聞いていたが、桑野とやり取りを繰り返すうち、終いには「スプーンいりませんし、ポイントカードありませんよね?」と言うようになる（第10話）。レンタルDVDショップ店員とは同じ日に絆創膏を顔に貼っていたり（第8話）、同じ日に休んでいたり（第11話）、同じデザインの結婚指輪をしていた（第12話）。
ウェイトレス
演 - 松井涼子
桑野がよく行くレストラン「食采洋房 Le Passage」のウェイトレス。桑野が来店すると、いつも顔がひきつっている。
金田がバーに連れてきた女性
演 - 蒲生麻由（第1話）
演 - 白石亜沙子（第2話）
演 - MARI（第3話）
演 - 浦のどか（第4話）
演 - SHEILA（役名：西村千鶴）（第6話）
演 - 福井裕佳梨（第7話）
演 - 大城美和（第8話）
演 - 吉原夏紀（第9話）
演 - 響美（第10話）
演 - 片岡明日香（役名：キョウコ）（第11話）
演 - 関根綾佳（第12話）

#### 第2シリーズのその他の人物
プトゥリ
演 - 山本ロザ
桑野のよく利用するコンビニ「スリーエイト」の店員。
「スプーンいりますか?ポイントカードありますか?」と聞いていた（第1話）。新人店員矢口を指導する（第2話）。矢口の接客を傍で見る（第3話）。商品陳列をしている（第4話）。
矢口
演 - 内藤トモヤ（第2話 - ）
「スリーエイト」の店員。新人研修中。
第2話ではレジ操作をミスしていたが、第3話ではミスなくこなす。第4話では揚げ物の商品を陳列している。
尾崎
演 - 野澤剣人
桑野行きつけのバー「フィフティーン」のバーテンダー。
中華料理店「世界飯店」の店員
演 - 仲義代（第3話 - ）
まどかのよく利用する中華料理店「世界飯店」の店員。
川上
演 - みなみの大地（第2話 - ）
早紀のマネージャー。台詞の読み合わせは棒読み（第3話）。
薬丸
演 - デビット伊東（第3話 - ）
桑野行きつけのジム「メガロス」の客。偶然名前を耳にした桑野にやっくんではないかと疑われていた（第4話）が、無関係であった（第6話）。
中野新橋に住んでいる（第5話の桑野の発言より）。
「やっくんのブログ」とは無関係に「薬丸のブログ 一人で楽しむ都会生活」を立ち上げており（第9話）、桑野に対するブログ中傷の一連の事件が解決した後、桑野も度々閲覧するようになる。
工藤
演 - RED RICE（湘南乃風）（第5話 - ）
金髪でサングラスを掛けている強面の男性。
おもち
演 - おもち（パグ）（第5話 - ）
工藤の愛犬。首にリボンをつけたメス。

### ゲスト

#### 第1シリーズのゲスト
第1話
紀子
演 - 遊井亮子
アンジェパティオ3周年記念パーティー会場の参加女性。桑野との会話で困惑することになる。
吉田
演 - 山口良一
桑野を先生と呼ぶ。桑野に設計を依頼するも、雑誌『今注目のウワサの建築家25人』2006年＜特別号＞の中の前田則之の設計の住宅の写真を見せて、桑野を怒らせ、設計を断られた客。
佐川
演 - 瀬戸陽一朗
夏美のお見合い相手。大学准教授。極度の汗っかきである。お見合いの席で、すぐ結婚を進めようとして夏美に断られる。
救急隊員（眼鏡）
演 - 中村良平
東京消防庁職員。桑野を救急車で運んだ時の救急隊員。みちるを桑野の奥さんと間違える。
救急隊員
演 - 山岡一
東京消防庁職員。みちるを救急車で運んだ時の救急隊員。桑野をみちるのご主人と間違える。
第2話
木村夫（第5話）
演 - 青柳文太郎
桑野の依頼客。桑野に新築の住宅設計を依頼するが、200万円追加を提示され保留する（第2話）。
木村妻
演 - 山口詩史（第5話）
桑野の依頼客。
焼肉レストラン雪月花の店員
演 - 武藤晃子
カップル男性
演 - おぐらとしひろ（小倉敏博）
焼肉レストラン雪月花の客。
カップル女性
演 - 野里知広
焼肉レストラン雪月花の客。
上司
演 - 植松洋
焼肉レストラン雪月花の客。
部下
演 - 西谷有統
焼肉レストラン雪月花の客。
金田と一緒に写真を撮った女性
演 - シェリー・スゥエニー
パリで金田と一緒に写真を撮った女性。
第3話
ショールーム係員
演 - 相場貴晴

第4話
小林まさ子
演 - 加賀美早紀
桑野が「自己啓発の一環」で乗ったはとバス「寅さんの故郷柴又と下町の旅」のバスガイド。
浅草の雷門で、下についている龍の説明を桑野に訂正され、自信をなくす。柴又帝釈天では、乗客たちが自分の説明より桑野の説明を熱心に聴いていたため、泣き出してしまう。
阪急交通社従業員
演 - えんじ則之
桑野が「自己啓発の一環」ではとバス「寅さんの故郷柴又と下町の旅」の旅行代金を払った時の従業員。
はとバスの乗客夫
演 - 牧口元美
山梨在住。
はとバスの乗客妻
演 - 五月晴子
山梨在住。
中川総合病院の入院患者の女性
演 - 鹿内寛子
日曜日に一時退院する。
中川総合病院の入院患者の女性の息子
演 - 屋根真樹
入院している母親を病院まで迎えに行った。
第5話
達川
演 - 森富士夫
桑野の依頼客。
達川
演 - 岩倉高子
桑野の依頼客。
第6話
八木
演 - 乃木涼介
お好み焼きチェーン店のオーナー。夏美とは医師と患者の関係である。
桑野と英治に「ベランダにおがくずが飛んできた」とクレームを付けた。棟梁と桑野の取っ組み合いを止めに入り、軽傷を負う。お好み焼きの焼き方に関してはこだわりは全くないらしい。
結城史郎
演 - 白井晃
イラストレーター。
桑野に新築の住宅設計を依頼するが、「とにかく派手な家」「飽きたらまたリフォームすれば良い」と、桑野とは相容れない考え方をする。女たらしで、みちるにメールを執拗に送った。
レンタルDVDショップの客
演 - 森囿麻衣子
レンタルDVDを返却するところを桑野に見られた。
結城史郎のホームパーティの招待客
演 - 津村知与支
第7話
桑野の親戚
演 - 久保晶
桑野の親戚
演 - よこやまよしひろ
桑野の親戚
演 - 池田貴美子
桑野の親戚
演 - 岩永新悟
早坂康雄
演 - 竜雷太
夏美の父親。3年前に妻が亡くなってから抑える人がいなくなり、いつも見合い話を持ってくるため夏美に煙たがられ、自分の再婚話を切り出そうとした際も、夏美の見合い話と誤解され、なかなか聞いてもらえなかった。その後、登山仲間の女性の日吉（結婚式の引き出物用包装紙より）と再婚した。
新築設計依頼家族父
演 - 松田章
桑野の依頼客。
新築設計依頼家族母
演 - 前沢保美
桑野の依頼客。
新築設計依頼家族息子
演 - 佐藤拓之
桑野の依頼客。
新築設計依頼家族息子の嫁
演 - 高橋美穂
桑野の依頼客。
中川総合病院職員
演 - 小林千晴
レンタルDVDショップの客
演 - 浅井純
金魚すくいの屋台の店主
演 - 椎名泰三
桑野におまけでポイ1本を渡す。
子供
演 - 神谷涼太
金魚すくいの屋台にいた子供。
第8話
西田
演 - グラシアス小林
桑野の依頼客。
第9話
長沢由紀
演 - 三津谷葉子
良雄がよく行くキャバクラで働く女性。
元恋人にしつこくされているので、新しい彼氏のふりをしてもらおうと良雄に相談したが、密会のメールを事前に見ていた圭子が現場に乗り込んできた為、桑野に代わりを頼む。桑野とデートする。結局、その元恋人と後に結婚することになる。車はダイハツ・エッセ1台を所有する。
川野
演 - 岸博之
夏美のお見合い相手。
山下拓郎
演 - 冨家規政（第10話）
「東京キャリアコンサルティング」のコンサルトマネージャー。摩耶に大手住宅メーカーの「ワールドハウジング」への引き抜きの話を持ってくる。
痩せた方の合コン相手
演 - 中谷竜
英治の友人。みちるに自分の水を渡そうとする。
太った方の合コン相手
演 - 辰巳智秋
英治の友人。千鶴に「濃い顔ですね!」と言う。
ウェッジウッドの店員
演 - 井上麻美
第10話
立花正志
演 - 奥田達士
桑野の依頼客。道代の夫。
立花道代
演 - 中村綾
桑野の依頼客。正志の妻。
第11話
警察官
演 - 小須田康人
警視庁中目黒警察署南目黒交番勤務の警察官。桑野が家の鍵を家に忘れてマンションに入れなくて、マンション駐車場の横からよじ登って入ろうとするところを目撃して職務質問する。
更に桑野が公園に落ちている自転車を勝手に乗り回しているところを目撃して職務質問する。
酔っ払いサラリーマン
演 - 大久保運
公園で桑野とみちるに絡む。桑野の目力で退散する。
木崎
演 - 秋田宗好
「ココストアみずむらや」の店員。いつもの女性店員は休みだった。「スプーンをお付けしますか?ポイントカードはお持ちですか?」と聞いていた。
田島
演 - 永山たかし
おばけ屋敷でミイラ男のアルバイトをしていて、偶然みちるの落とした携帯電話を拾う。すぐ返すが、メールアドレスを知り、みちるにメールを送りつけたり、あとをつけたりする等、ストーカー行為を繰り返すが、桑野に説得されてストーキングをやめる。
お化け屋敷勤務の女性
演 - 田口寛子
おばけ屋敷でアルバイトをしている。田島の仕事仲間。
田島に言われて、田島のストーカー行為を隠すのに協力した。
お化け屋敷勤務の女性
演 - 葛木英
おばけ屋敷で雪女のアルバイトをしている。
第12話
東西新聞の勧誘
演 - いんげん
桑野にしつこく新聞を勧誘するが、桑野に断られる。その後、みちるに新聞を勧誘する。
レポーター
演 - 真穂としみ
桑野が出演した番組「NEWSビッグ9」のレポーター。

#### 第2シリーズのゲスト
第1話
岡野洋介
演 - 二階堂智
有希江の旦那。結婚中に不倫していたが、有希江が持つ不倫証拠が不充分であるのを良いことに裁判で自分の有責を認めない上、資産を少なく申請しており、隠し財産である分譲マンション「メゾンエクセル桜上水」（東京都港区西桜上水5丁目）の1室（分譲価格5,200万円）に愛人を住まわせ、離婚成立後直ぐに入籍するつもりでいた。
マンションの前で愛人と手を繋いで歩いていた所を裁判の傍聴席にいた桑野と偶然再会し、慌てて口止め料として金銭を渡そうとしたが、桑野からは受け取りを拒否される。
偶然、愛人とマンションに出入りする所と桑野に口止め料を渡している写真をまどかの知り合いの柳田に撮られ、桑野から詳細を聞いた有希江から離婚を決断される。
最終的には、有希江に慰謝料を払った（第4話の有希江の発言より）。
篠田遼一
演 - 松澤仁晶
岡野洋介の弁護士。裁判所の男子トイレの中で岡野と有責を認めずに裁判を和解に進める企みを話し、個室に入っていた桑野に聞かれる。
裁判長
演 - ねりお弘晃
東京家庭裁判所の裁判長。有希江と洋介の離婚裁判担当。
高橋
演 - 西尾浩行（第2話）
桑野がよく行くペットショップ「池袋ペットランド」の店長。
演者の西尾は第1シリーズではレンタルDVDショップ「REC」の店員としても出演しているが、作中では両者の関係性について言及されていないため同一人物であるかは不明。
芳岡
演 - 千うらら
南青山ビルヂィング1階の住人。
康夫
演 - 橋本恵一郎
桑野が設計した家の世帯主。地鎮祭参加者。
康夫の妻
演 - 高橋陽子
地鎮祭参加者。
康夫の父
演 - 邱太郎
地鎮祭参加者。
康夫の母
演 - 岡紀子
地鎮祭参加者。
康夫の親戚の男性
演 - 青木一平
地鎮祭参加者。
康夫の親戚の女性
演 - よしのよしこ
地鎮祭参加者。
横井
演 - やべけんじ（最終話）
裁判の傍聴マニア。
前川
演 - 佐久間淳也（最終話）
裁判の傍聴マニア。
司会者
演 - 佐藤俊介
シンポジウムの司会者。
岡野洋介の愛人
演 - 諒子
分譲マンション「メゾンエクセル桜上水」に住んでいる。
ナレーション
声 - 樹又ひろこ
冒頭のナレーション。

第2話
松井
演 - 池田愛
ペットショップ「池袋ペットランド」の店員。
高木
演 - 國本鍾建
警視庁芝浦警察署の刑事。ホテルのラウンジに居た桑野を署まで連行する。職場結婚の既婚者。
山倉
演 - 山本栄司
警視庁芝浦警察署の刑事。高木の部下。ホテルのラウンジに居た桑野を署まで連行する。
女性警察官
演 - 佐乃美千子（酒向道子）
警視庁芝浦警察署の警察官。まどかを桑野のいる取調室に案内する。
佐々木
演 - 窪寺昭（第3話）
テレビ局プロデューサー。ドラマ「運命のW」担当。早紀を推薦したが、早紀の芝居がいまいちで役を降板させた。
カフェ「BROWN CLOVER」の客A
演 - 岩田知幸

カフェ「BROWN CLOVER」の客B
演 - 芝崎昇
有希江に求婚するが、有希江にやんわり断られる。
ヒルトン東京ベイラウンジの従業員
演 - 藤沢大輔
桑野に接客する。
ヒルトン東京ベイラウンジの待ち合わせの女性A
演 - 岡本美樹（クロヤギ）
桑野の好みではなく、目印の本を椅子の上に置いて隠したが、Yukinoではなかった。
ヒルトン東京ベイラウンジの待ち合わせの女性B
演 - 立花和紗
桑野の好みであり、目印の本を机の上に立てたが、Yukinoではなかった。
ヒルトン東京ベイラウンジの待ち合わせの女性C
演 - 岡崎智
桑野の好みではなく、目印の本を机の上に置いて隠したが、Yukinoではなかった。
Yukino
声 - 有馬ゆみこ
ヨガインストラクター。婚活アプリで桑野とメールのやりとりをした。ヒルトン東京ベイで会う約束をしたが、現れなかった。実は、桑野と他の男性と二股をしており、後に他の男性と結婚することになる。

第3話
木村
演 - 桜井聖
警視庁目黒台警察署の刑事。まどかの知り合いの刑事。妻と子供がいる（第3話のまどかの発言より）。
野村信吾
演 - 平田雄也
人気俳優。早紀の元恋人。早紀によりを戻そうと言ったが、早紀に断られた。

第4話
園田紫苑
演 - 近江谷太朗
早紀の出演する舞台「カブトムシ転んだ」の作家及び演出家。早紀に恋愛経験が足りないと演技指導をし、デートに持ち込もうとするも失敗する。
舞台俳優
演 - 南米仁
「カブトムシ転んだ」に出演する。早紀の相手役を務める。
バー「フィフティーン」の外国人客
演 - アトレー
酔いながらも国に置いてきた母親に泣きながらヒンディー語で電話をしていた。
ESTEBAN GINZAの店員A
演 - 向里祐香
香水を買おうとして店外で徘徊していた桑野を不審がっていた。
ESTEBAN GINZAの店員B
演 - 宮澤竹美

第5話
大下エリカ
演 - 野波麻帆
まどかの女子高時代の新体操部の後輩。婚活中。
まどか達が鎌倉に赴いたところ彼女と再会し、そこで桑野の存在を知り興味を抱く。「BROWN CLOVER」にて桑野と面会したが、桑野から散々結婚に否定的な論理をまくり立てられて泣いてしまい、カフェから出ていってしまう。しかし後日それにより結婚に対する拘りが吹っ切れたらことをまどかに報告するが、桑野には二度と会いたくないと述べた。

第6話
矢野亮介
演 - 磯村勇斗
まどかのいとこ。長野在住。弁護士を目指して勉強中。まどかの事務所を手伝いに上京した。
大和貴史（やっくん）
演 - 相田周二（三四郎）
桑野を中傷する匿名ブログ「やっくんのブログ 無能建築家 桑野信介の迷走」管理人。
過去に桑野に憧れて建築家を目指していたが、大学受験に失敗したのちに待遇や環境が劣悪な仕事を行い、当時付き合っていた彼女が桑野と同じ下の呼名と浮気されたこと等から桑野に対し嫌悪感を抱いたのか腹いせに彼を中傷するブログを立ち上げた。後にプロバイダ側から実名公開の警告を受けたことがきっかけで桑野とまどかの前に現れ、二度と桑野を中傷しない誓約書にサインしたのち彼らの前から去った。
なお「やっくんのブログ」は第2シリーズ公式サイトに公開されている 。
カップル男性
演 - 眞嶋秀斗
「スリーエイト」の客。最後の1個のドンサック幻のカレー味を購入する。会計時に財布の中からポイントカードを探すがなかなか出てこない。
カップル女性
演 - 大江穂乃佳
「スリーエイト」の客。
ジム「メガロス」のトレーナー
演 - 藤田晋之介
桑野がよく行くジム「メガロス」のトレーナー。

第7話
大島雄作
演 - 岡部たかし
帝和コーポレーション専務取締役。帝和コーポレーション代表取締役社長瀬戸内大地と対立している。
クリーニング店「クリーニングみつぼし」の店員
演 - 彩木りさ子
桑野や早紀がよく行くクリーニング店「クリーニングみつぼし」の店員。
宅配会社「イダテン急便」の社員
演 - 金井俊太郎
桑野の依頼で有希江の店に店の看板を届けた宅配会社「イダテン急便」の社員。
インドカレー店「大阪マドラスカレー」の店員
演 - マジャ
桑野が訪問した個室があるインドカレー店「大阪マドラスカレー」の店員。
久保田真二郎〈34〉
演 - 斉藤佑介
「PREMIERE NEWS」の速報で久保田真二郎の緊急謝罪会見を生中継した。不倫相手との間に隠し子があって、その子に奥さんに内緒で財産分与をしようとした。

第8話
司会者
演 - 岩橋道子
英治と桜子の結婚式の司会者。
メイドカフェ「めいどかふぇメイドリアン」の店員
演 - 新実芹菜
桑野が訪問したメイドカフェ「めいどかふぇメイドリアン」の店員。桑野を接客していた。
メイドカフェ「めいどかふぇメイドリアン」の店員
演 - ほのら
桑野が訪問したメイドカフェ「めいどかふぇメイドリアン」の店員。中国人客を接客していた。

第9話
木村敦志
演 - 伊藤正之（最終話）
玲子の夫。玲子とは別居している。東京都渋谷区西幡ヶ谷4丁目10番9号在住。趣味は鉄道模型。
桑野に離婚後一人暮らしする家の設計を依頼するが、家を建てる土地の所有権を巡って妻と裁判になり、証人として出廷し、考え直した桑野が描いた2人で暮らす家の設計図を見て、夫婦仲を再構築することにした。
木村玲子
演 - 宮田早苗（最終話）
敦志の妻。敦志とは別居している。東京都世田谷区北見3丁目6番10号在住。趣味はインテリア。
夫が家を建てようとしている土地の所有権は自分にあると主張し、まどかに裁判の弁護を依頼する。桑野が描いた2人で暮らす家の設計図を見て考え直し、訴訟は取り下げて夫婦仲を再構築することにした。
極利郎
演 - 佐伯新
早紀の出演する劇団オニオンスープ第10.5回公演の舞台「底抜け椅子取りゲーム」の作家及び演出家。
田村圭一
演 - 平埜生成
早紀の出演する劇団オニオンスープ第10.5回公演の舞台「底抜け椅子取りゲーム」の俳優。
井上美香
演 - 石崎なつみ
早紀の出演する劇団オニオンスープ第10.5回公演の舞台「底抜け椅子取りゲーム」の女優。
最終話
D＆F法律事務所弁護士
演 - 阪田マサノブ

小林
演 - 谷手人
棟梁の息子
裁判長
演 - 関野昌敏

裁判長補佐
演 - 細渕敬史

## スタッフ
- 脚本 - 尾崎将也
- 音楽 - 仲西匡
- 主題歌
  - 第1シリーズ - Every Little Thing 「スイミー」（avex trax）
  - 第2シリーズ - 持田香織「まだスイミー」（avex trax）[16]
- 建築指導・監修
  - 第1シリーズ - ベースメント（朝妻義征）
  - 第2シリーズ - 阿久津雄一郎（アクツデザイン）
- チーフプロデューサー
  - 第2シリーズ - 安藤和久（カンテレ）、東城祐司（MMJ）
- プロデューサー
  - 第1シリーズ - 安藤和久（関西テレビ）、東城祐司（MMJ）、伊藤達哉（MMJ）
  - 第2シリーズ - 米田孝（カンテレ）、伊藤達哉（MMJ）、木曽貴美子（MMJ）
- 演出 - 三宅喜重（関西テレビ）、小松隆志（MMJ）、植田尚（MMJ）
- 制作 - 関西テレビ→カンテレ、MMJ

## 放送日程
原則として各話のサブタイトルは「～悪いか!!」で終わっている。ただし、関西テレビとフジテレビでサブタイトルが異なっている場合があり、本放送時には前者の関西テレビ側のサブタイトルが表示され、新聞のラテ欄には後者のフジテレビ側のサブタイトルが掲載される。前者は外部リンクのカンテレドーガもしくはFOD、後者は同フジテレビ番組基本情報もそれぞれ参照。

### 第1シリーズ
| 放送回                                                               | 放送日        | サブタイトル                   | サブタイトル           | 演出     | 視聴率 |
| 放送回                                                               | 放送日        | 関西テレビ                     | フジテレビ・ラテ欄     | 演出     | 視聴率 |
| -------------------------------------------------------------------- | ------------- | ------------------------------ | ---------------------- | -------- | ------ |
| 第1話                                                                | 2006年7月04日 | 一人が好きで悪いか !           | 一人好きで悪いか       | 三宅喜重 | 20.2%  |
| 第2話                                                                | 7月11日       | 好きなものを食って悪いか !     | 好きなもの食べて悪いか | 三宅喜重 | 14.4%  |
| 第3話                                                                | 7月18日       | 好きにお金を使って悪いか !     | お金を使って悪いか     | 小松隆志 | 15.9%  |
| 第4話                                                                | 7月25日       | 休日を一人で過ごして悪いか !   | 休日ひとりで悪いか ! ? | 植田尚   | 16.5%  |
| 第5話                                                                | 8月01日       | 家に人を入れないで悪いか !     | 家に人を入れない！     | 三宅喜重 | 15.1%  |
| 第6話                                                                | 8月08日       | 融通きかなくて悪いか !         | 融通きかなくて悪いか   | 小松隆志 | 14.4%  |
| 第7話                                                                | 8月15日       | 親戚づきあいがキライで悪いか ! | 親戚づきあいがキライ   | 植田尚   | 15.3%  |
| 第8話                                                                | 8月22日       | 犬がキライで悪いか !           | 犬がキライで悪いか！   | 三宅喜重 | 14.6%  |
| 第9話                                                                | 8月29日       | 彼女ができて悪いか !           | 彼女ができて悪いか！   | 小松隆志 | 18.0%  |
| 第10話                                                               | 9月05日       | 女ごころがわからなくて悪いか ! | 女心がわからない！     | 植田尚   | 17.6%  |
| 第11話                                                               | 9月12日       | 花柄がキライで悪いか !         | 花柄がキライで悪いか   | 小松隆志 | 19.2%  |
| 最終話                                                               | 9月19日       | 幸せになって悪いか ! ?         | 幸せになって悪いか ! ? | 三宅喜重 | 22.0%  |
| 平均視聴率 16.9%（ビデオリサーチ調べ、関東地区・世帯・リアルタイム） |               |                                |                        |          |        |

- Hi-VISION制作、ワンセグ放送にて連動データ放送。初回と最終回は15分拡大し、23:09までの放送。また第2話は22:15スタート。
- 初回視聴率が同枠のドラマとしては歴代3位となる20.2%を記録した（ビデオリサーチ調べ、関東地区・世帯・リアルタイム）。
- 最終話のエンドカードでは桑野の部屋にある金魚鉢が映されているが、中の金魚が1匹から2匹に増えている。この演出は夏美との今後の関係を暗示させるものとなっているが、一部を除いた再放送及びネット配信版ではカットされており、DVDにも未収録である。最終的には第2シリーズ公式サイトの人物相関図に「別れた」（＝破局した）と記載された。

### 第2シリーズ
| 放送回                                                              | 放送日         | サブタイトル                     | サブタイトル                     | 演出     | 視聴率 |
| 放送回                                                              | 放送日         | カンテレ                         | フジテレビ・ラテ欄               | 演出     | 視聴率 |
| ------------------------------------------------------------------- | -------------- | -------------------------------- | -------------------------------- | -------- | ------ |
| 第1話                                                               | 2019年10月08日 | 相変わらず一人が好きで悪いか !   | 相変わらず一人が好きで悪いか !   | 三宅喜重 | 11.5%  |
| 第2話                                                               | 10月15日       | 婚活アプリで知り合って悪いか !   | 婚活アプリで出会って悪いか !     | 三宅喜重 | 07.7%  |
| 第3話                                                               | 10月22日       | 若い女優とウワサになって悪いか ! | 若い女優とウワサになって悪いか ! | 小松隆志 | 10.0%  |
| 第4話                                                               | 10月29日       | 母親とケンカして悪いか !         | 母親とケンカして悪いか !         | 植田尚   | 09.5%  |
| 第5話                                                               | 11月05日       | 神様にお願い事して悪いか !       | 神様にお願い事して悪いか !       | 三宅喜重 | 10.0%  |
| 第6話                                                               | 11月12日       | 見た目で判断して悪いか !         | 見た目で判断して悪いか !         | 小松隆志 | 08.9%  |
| 第7話                                                               | 11月19日       | カフェが好きで悪いか !           | カフェが好きで悪いか !           | 三宅喜重 | 08.5%  |
| 第8話                                                               | 11月26日       | 結婚を祝わなくて悪いか !         | 結婚を祝わなくて悪いか !         | 植田尚   | 08.6%  |
| 第9話                                                               | 12月03日       | 偏屈男が素直になって悪いか !     | 偏屈男が素直になって悪いか !     | 小松隆志 | 09.0%  |
| 最終話                                                              | 12月10日       | 幸せになりたくて悪いか !         | 幸せになりたくて悪いか !         | 三宅喜重 | 09.7%  |
| 平均視聴率 9.3%（ビデオリサーチ調べ、関東地区・世帯・リアルタイム） |                |                                  |                                  |          |        |

- 第1話は21時から22時9分までの15分拡大放送。
- 第2話は『FIVBワールドカップ2019 男子 日本×カナダ』中継の際に1時間5分の延長が発生し22時5分 - 22時59分の1時間5分繰り下げ。
- 第7話は『キリンチャレンジカップ2019・日本×ベネズエラ』中継のため21時30分 - 22時24分の30分繰り下げ。
- 最終話は『EAFF E-1サッカー選手権2019・日本×中国』中継のため21時30分 - 22時24分の30分繰り下げ予定が更に5分の延長が発生し21時35分 - 22時29分の計35分繰り下げ。

## チェインストーリー
第2シリーズでは、各話の物語を繋いで桑野に翻弄される登場人物たちの知られざる日常を描いた「まだ結婚できない男 チェインストーリー〜桑野さんの知らない話〜」（まだけっこんできないおとこ チェインストーリー くわのさんのしらないはなし）が制作され、各話放送終了後の21時54分から2019年12月17日の20時までGYAO!限定で無料配信された。また、第1シリーズと第2シリーズを繋ぐ0.5話が、第1話放送に先立って2019年9月20日の12時から配信開始された。カンテレとMMJの共同制作である本編とは異なり、MMJの制作協力によるカンテレの自社制作扱い。

### スタッフ（チェインストーリー）
- 脚本 - モラル
- 音楽 - 仲西匠
- 主題歌 - 持田香織「まだスイミー」（avex trax）
- 特別協力 - GYAO!
- プロデューサー - 米田孝、豊福陽子、木曽貴美子
- 演出 - 大塚徹（MMJ）
- 制作協力 - MMJ
- 制作著作 - カンテレ

### 配信日程（チェインストーリー）
| 配信回  | 配信開始日 | サブタイトル             | キャスト                                                        |
| ------- | ---------- | ------------------------ | --------------------------------------------------------------- |
| 第0.5話 | 09月20日   | 中川家の人々             | 尾美としのり、三浦理恵子、平祐奈                                |
| 第1.5話 | 10月08日   | 吉山まどかの、癒しの時間 | 吉田羊、小野寺ずる、深月信之介 吉澤尚吾、丸岡真由美、北野まゆ   |
| 第2.5話 | 10月15日   | 田中有希江の、秘密の冒険 | 稲森いずみ、美音                                                |
| 第3.5話 | 10月22日   | 戸波早紀の、燃える情熱   | 深川麻衣、浅川梨奈、野仲イサオ                                  |
| 第4.5話 | 10月29日   | 村上英治の、大人への階段 | 塚本高史、奈緒、荒井敦史 野澤剣人、神原哲、秋谷柊弥             |
| 第5.5話 | 11月05日   | 中川良雄の、勇気の決断   | 尾美としのり、平祐奈、野澤剣人 鈴木タカラ、木川淳一             |
| 第6.5話 | 11月12日   | 薬丸さんの、華麗なる休日 | デビット伊東、阿南敦子、小野寺ずる 美音、黒田こらん、出口亜梨沙 |
| 第7.5話 | 11月19日   | 丸山裕太の、大胆な提案   | 奈緒、荒井敦史、小野寺ずる                                      |
| 第8.5話 | 11月26日   | 森山桜子の、新たな悩み   | 塚本高史、咲妃みゆ                                              |
| 第9.5話 | 12月03日   | 続・中川家の人々         | 尾美としのり、三浦理恵子、平祐奈                                |

## スピンオフ企画
三四郎の相田周二が音楽評論家の林田直樹と共に第2シリーズのスピンオフ企画「桑野信介のお気に入りクラシック曲」に出演し、ユニバーサルミュージックの公式YouTubeで配信された。三四郎のオールナイトニッポン（ニッポン放送）のコーナーで、相田が桑野の偏屈な台詞を募集する『新・結婚できない男』というコーナーで熱弁し、このスピンオフ企画を勝手に立ち上げたところ本編の出演が実現した。

### 配信日程（スピンオフ企画）
| 配信回 | 配信開始日 | 紹介楽曲                                       |
| ------ | ---------- | ---------------------------------------------- |
| #1     | 10月07日   | フランツ・シューベルト「交響曲第5番」          |
| #2     | 10月15日   | モデスト・ムソルグスキー「禿山の一夜」         |
| #3     | 10月29日   | リヒャルト・ワーグナー「ヴァルキューレの騎行」 |
| #4     | 11月26日   | アントニン・ドヴォルザーク「交響曲第8番」      |
| #5     | 12月03日   | アントン・ブルックナー「交響曲第4番」          |

## 評価
- 『結婚できない男』は高視聴率を記録し、メディアでアラフォー独身男性の特集が組まれるなど社会現象となった[3]。
- 『まだ結婚できない男』はカンテレドーガ、GYAO!、TVerを合わせた第1話無料見逃し配信の再生数が10月14日0時までの約122時間で200万回を超え、カンテレ史上最多記録を樹立した[30]。
- 2019年9月に行われ、300人が投票に参加した「阿部寛の歴代出演ドラマ人気ランキング」では、『TRICKシリーズ』や『下町ロケット』らを凌ぎ1位を獲得した[31]。

## 受賞歴
- 第23回（2006年）ATP賞テレビグランプリ 優秀賞 ドラマ部門
- 第50回ザテレビジョンドラマアカデミー賞[32][33]
  - 最優秀作品賞
  - 主演男優賞（阿部寛）
  - 助演女優賞（夏川結衣）
  - 脚本賞（尾崎将也）
  - 監督賞（三宅喜重、小松隆志、植田尚）
  - ザテレビジョン特別賞（こつぶ）

## 関連商品
DVD/Blu-ray
- 結婚できない男DVD-BOX（2006年12月20日、ポニーキャニオン、PCBE-62478）

2006年12月20日発売。ディスク7枚組となっており、7枚目にクランクアップ集やすべての予告編、出演者のロングインタビューなどが収録されている。
また、初回特典にはKENのストラップがついていた。
- 結婚できない男 Blu-ray BOX（2013年3月6日、ポニーキャニオン、PCXE-60041）

ノベライズ
- 尾崎将也（脚本）、橋口いくよ（ノベライズ）『結婚できない男』（2006年9月19日、扶桑社、ISBN 978-4-594-05230-0）

橋口いくよによる本作のノベライズ本が番組最終回の2006年9月19日に発売されている。

## 韓国版
KBS月火ミニシリーズ枠（毎週月・火夜9時55分より）で、2009年6月15日から全16話が放送された。
- 演出 - キム・ジョンギュ
- 脚本 - ヨ・ジナ
- 2009 KBS演技大賞 優秀演技賞 受賞 - チ・ジニ
- 2009 KBS演技大賞 新人賞 受賞 - キム・ソウン

### 登場人物（韓国版）
括弧は日本版の該当人物。
チョ・ジェヒ（桑野信介） - チ・ジニ
主人公。建築家。チョ・ジェヒ建築事務所を運営している。後に、チョ・ジェヒ＆ユン・ギラン建築事務所に社名変更する。
チャン・ムンジョン（早坂夏美） - オム・ジョンファ
内科医。SD病院に勤務している。父親は歯科医院を経営していた（本編中で廃業している）。
チョン・ユジン（田村みちる） - キム・ソウン
チョ・ジェヒのマンションの隣人。犬のサング（チワワ）を飼育している。
パク・ヒョンギュ（村上英治） - ユ・アイン
チョ・ジェヒの部下。チョ・ジェヒ建築事務所に勤務している。チョン・ユジンの恋人。
ユン・ギラン（沢崎摩耶） - ヤン・ジョンア
建築家。チョ・ジェヒ建築事務所に勤務している。チョ・ジェヒの同僚。スカウト（移籍）を断る条件として、社名に自分の名前を加えさせた。
スヨン（西村千鶴） - チェ・ユニョン
チョン・ユジンの親友。
ムン・ソックァン（金田裕之） - ユ・テウン
建築家。ムン・ソックァン建築事務所を運営している。プレイボーイで建築界では名をはせるチンピラ男である。
サング（KEN） - （チワワ）

### サブタイトル
| 韓国版各話 | 韓国版サブタイトル                 | 日本版各話             | 日本版サブタイトル（演出使用話）                                   |
| ---------- | ---------------------------------- | ---------------------- | ------------------------------------------------------------------ |
| 第1話      | 1人が好きで何が悪い                | 第1話                  | 一人が好きで悪いか!!                                               |
| 第2話      | 独身の特権                         | 第2話                  | 好きなものを食って悪いか!!                                         |
| 第3話      | 孤独な財テク                       | 第3話                  | 好きにお金を使って悪いか!!                                         |
| 第4話      | 休日に1人で何が悪い                | 第4話                  | 休日を一人で過ごして悪いか!!                                       |
| 第5話      | 恋人も友達も人生に入れたくないの？ | 第5話                  | 家に人を入れないで悪いか!!                                         |
| 第6話      | 独身男女の家族問題                 | 第7話                  | 親戚づきあいが嫌いで悪いか!!                                       |
| 第7話      | 責任の重さ                         | 第8話                  | 犬がキライで悪いか!!                                               |
| 第8話      | 結婚と恋愛は別物                   | 第9話                  | 彼女ができて悪いか!!                                               |
| *1 第9話   | 複雑な女心                         | －－－・最終話         | （韓国オリジナル脚本） 幸せになって悪いか!?                        |
| 第10話     | 誰かと旅行するというのは？         | －－－                 | （韓国オリジナル脚本）                                             |
| 第11話     | 人生に必要な人                     | 第10話                 | 女ごころがわからなくて悪いか!!                                     |
| *2 第12話  | 面倒くさくてもいい？               | 最終話・第11話         | 幸せになって悪いか!? 花柄がキライで悪いか!!                        |
| *3 第13話  | 愛と引き換えに捨てるもの           | 第11話・最終話・－－－ | 花柄がキライで悪いか!! 幸せになって悪いか!? （韓国オリジナル脚本） |
| *4 第14話  | 未来は誰にも分からない             | －－－・最終話・第11話 | （韓国オリジナル脚本） 幸せになって悪いか!? 花柄がキライで悪いか!! |
| *5 第15話  | 幸せになってもいいですか？         | －－－・最終話・第6話  | （韓国オリジナル脚本） 幸せになって悪いか!? 融通きかなくて悪いか!! |
| 最終話     | 結婚しない男≒結婚できない男        | －－－                 | （韓国オリジナル脚本）                                             |

- *1 「バー店舗内でお互いの素性を知らずに度々対面していたチョ・ジェヒとムン・ソックァンが、チョ・ジェヒ建築事務所内での打ち合わせ時に初めてお互いの素性を知るシーン」が挿入されている。（日本版：最終話）
- *2 「チャン・ムンジョンがチョ・ジェヒに“愛してる”と告白、チョ・ジェヒもチャン・ムンジョンに“愛してるが自分たちが住む家を設計できないので結婚できない”と告白するエピソード」（日本版：最終話）と「チョン・ユジンが遊園地のお化け屋敷のミイラ男にストーカーされるエピソード」（日本版：第11話）を中心に映像化されている。
- *3 「チョン・ユジンがチャン・ムンジョンに“チョ・ジェヒを好きになってしまったかもしれない”と告白するシーン」（日本版：第11話）と「チョ・ジェヒがテレビ出演するエピソード」（日本版：最終話）が挿入されている。
- *4 「チョ・ジェヒがインターホン越しに“チョン・ユジンは新聞を好きだぞ”と新聞の勧誘人に伝えたシーン」・「チョン・ユジンがチョ・ジェヒに“好き”ですと告白したが、チョ・ジェヒは犬のサングのことだと勘違いしてしまうエピソード」（共に、最終話）、「ユン・ギランから、“依頼主が居間とキッチンの壁紙を花柄に変更したい。”と言ってきたと聞いて、チョ・ジェヒが憤慨するエピソード」（日本版：第11話）が挿入されている。
- *5 「おじさんが帰国する為部屋を明け渡さなければならず、チョン・ユジンがマンションから引っ越しをするシーン」（日本版：最終話）、「チョ・ジェヒが設計依頼時にカン画伯から“服を変えるように家を改築する。同じ家は1年が限界。”と言われたことに対して、チョ・ジェヒ＆ユン・ギラン建築事務所内でこの仕事はできないと言い出すエピソード」（日本版：第6話）、「チョ・ジェヒがチャン・ムンジョンに“シャトーブリアンを焼く、うちに。”と初めて自ら、自分のマンションの部屋に誘うシーン」（日本版：最終話）が挿入されている。日本版は、このシーンでドラマ終了となっている。

### 関連商品（韓国版）
DVD（韓国版）
（DVD-BOX1）2010年7月2日発売。（DVD-BOX2）2010年8月6日発売。各BOXとも、ディスク4枚組となっている。
なお、スライドショー、スペシャル映像（出演者のショートインタビュー・韓国TV番組「想像プラス」）、ボーナスプレゼント（「千万回愛してます」第1話）が収録されているスペシャルディスクが存在する。